# Biennale del Bronzetto e della Piccola Scultura

## Storia
Dal 1955 la Biennale del Bronzetto e della Piccola Scultura detta anche Biennale internazionale del Bronzetto e della Piccola Scultura, Concorso Internazionale del Bronzetto o semplicemente Bronzetto di Padova, ha visto esporre a Palazzo della Ragione e nelle sale dei Musei Civici di Padova, i maggiori scultori contemporanei, italiani e stranieri.

## Commissione
Oltre come artista partecipante, sin dalle prime edizioni Carlo Mandelli vi figura come membro della commissione artistica, della giuria di accettazione, del comitato esecutivo, della commissione di allestimento e collocamento delle opere.
Promotori furono anche Federico Viscidi (Presidente), Umbro Apollonio, Giuseppe Marchiori, Carlo Munari, Giorgio Segato (X edizione).

## Artisti partecipanti

### A
- Andolfatto
- Andreou
- Jean Arp
- Ashbee
- Azuma

### B
- Balogh
- Barbi
- Benetton
- Bergozza
- Bernt
- Betti
- Max Bill
- Bortoluzzi
- Boulogne
- Bolderi
- Brice
- Brouard
- Bull
- Buller
- Busato

### C
- Canevari
- Calò
- Canale
- Cannilla
- Canuti
- Caporondi
- Carmelo Cappello
- Cavallini
- Cenci
- Chadwick
- Chieze
- Colognese
- Pietro Consagra
- Corderò
- Cordone
- Gino Cortelazzo
- Cossyro
- Cremesini
- Cudin
- Curie

### D
- Salvador Dalì
- Deim
- De Vries
- Pasquale Di Fabio
- Rita Da Re
- Dotti
- Dragani

### E
- Max Ernst

### F
- Ferro
- Finotti
- Forlivesi
- Franti
- Frasca

### G
- Gabrielli
- Gandini
- Garinei
- Gelmi
- Gentile
- Gentili
- Quinto Ghermandi
- Émile Gilioli
- Gilardi Bernocco
- Alba Gonzales
- Graesel
- Grassi
- Emilio Greco
- Grilli
- Guastalla
- Ugo Guidi

### H
- Haeydonk
- Hermans

### I
- Antonio Ievolella
- Igne
- Itkin

### J
- Jacobsen
- Jevric

### K
- Kampmann
- Dani Karavan
- Kiss-Nagy
- Kricke
- Krzymanska

### L
- Legnaghi
- Lenk
- Liberala
- Lorenzetti
- Loth

### M
- Carlo Mandelli
- Mastellari
- Mazzella
- Luciano Minguzzi
- Etienne Martin
- Henry Moore
- Morandini
- Moroni
- Mormorelli
- Marcello Mascherini
- Mirko
- Muller

### N
- Nachi
- Nerino Negri
- Mario Negri

### O
- Oste

### P
- Parnigotto
- Eros Pellini
- Pianezzola
- Piasenti
- Perin
- Nino Perizi
- Petenello
- Diem Phung Thi
- Pica
- Max Piccini
- Pizzo Grecco
- Giò Pomodoro
- Arnaldo Pomodoro
- Primi

### Q
- Quattrini

### R
- Roberto Rebecchi
- Reinhoud
- V. Richter
- Rigo
- Rinaldo
- Ris
- Rizzi
- Giuseppe Romanelli

### S
- Sangregorio
- Sassi
- Sax
- Scarabelli
- Schiavon
- Schmaltz
- Scorcia
- Jørgen Haugen Sørensen
- Staccioli
- Steiger
- Storci
- Strati
- G. Strazzabosco
- Strebelle
- Sugawara
- Szymanski

### T
- Tarabella
- Tinè
- Roberto Tirelli
- Tomonori Toyofuku
- Toraldo
- Tosi
- Trebbiani

### V
Vandercam
- Verdren
- Alberto Viani
- Giuseppe Virgili

### W
- Wach
- Wakabayashi

### Y
- Yamagata

### Z
- Ossip Zadkine
- Giorgio Zennaro
- Zol

## Edizioni
- I Biennale internazionale del Bronzetto e della Piccola Scultura 1955 (22 aprile – 22 ottobre)
- II Biennale internazionale del Bronzetto e della Piccola Scultura 1957
- III Biennale internazionale del Bronzetto e della Piccola Scultura 1959
- IV Biennale internazionale del Bronzetto e della Piccola Scultura 1961
- V Biennale internazionale del Bronzetto e della Piccola Scultura 1963
- VI Biennale internazionale del Bronzetto e della Piccola Scultura 1965
- VII Biennale internazionale del Bronzetto e della Piccola Scultura 1967
- VIII Biennale internazionale del Bronzetto e della Piccola Scultura 1971
- IX Biennale internazionale del Bronzetto e della Piccola Scultura 1973
- X Biennale internazionale del Bronzetto e della Piccola Scultura 1975 (7 settembre - 12 ottobre)
- XI Biennale internazionale del Bronzetto e della Piccola Scultura 1977
- XII Biennale internazionale del Bronzetto e della Piccola Scultura 1979
- XIII Biennale internazionale del Bronzetto e della Piccola Scultura 1981-1982 (novembre 1981 - gennaio 1982)
- XIV Biennale internazionale del Bronzetto e della Piccola Scultura 1986
- XV Biennale internazionale del Bronzetto e della Piccola Scultura 1991-1992 (27 ottobre 1991 - 23 febbraio 1992)
- XVI Biennale internazionale del Bronzetto e della Piccola Scultura 1995-1996 (ottobre 1995 - gennaio 1996)